# Luciobarbus callensis
Espèce
Synonymes
- Barbus antinorii Boulenger, 1911[2]
- Barbus biscarensis amguidensis Pellegrin, 1934[2]
- Barbus biscarensis Boulenger, 1911[2]
- Barbus callensis(Valenciennes, 1842)[2]
- Barbus figuiensisPellegrin, 1913[1]
- Barbus issenensisPellegrin, 1922[1]
- Barbus ksibi Boulenger, 1911[1]
- Barbus labiosa Pellegrin, 1920[2]
- Barbus massaensis labiosa Pellegrin, 1922[2]
- Barbus massaensis labiosus Pellegrin, 1922[2]
- Barbus moulouyensi grandisquamata Pellegrin, 1930[2]
- Barbus moulouyensis bouramensis Pellegrin, 1939[2]
- Barbus setifensis Playfair & Letourneux, 1871[2]
- Barbus setivimensis labiosa Pellegrin, 1920[2]

Statut de conservation UICN

 LC  : Préoccupation mineure
Luciobarbus callensis est une espèce de poissons d'Afrique du Nord de la famille des Cyprinidae.

## Systématique
L'espèce Luciobarbus callensis a été initialement décrite en 1842 par le zoologiste français Achille Valenciennes (1794-1865) sous le protonyme de Barbus callensis.

## Description
Luciobarbus callensis peut mesurer jusqu'à 30 cm pour un poids de 800 g[réf. nécessaire]. Ce poisson a les caractères physiques des cyprinidés. Son corps est fusiforme, les flancs de couleur vert clair/brun nuancé, le ventre jaune à blanc et le dos vert olive foncé. Sa nageoire dorsale présente quatre rayons osseux simples dont le dernier est épineux.

### Mode de vie
C'est une espèce d'activité diurne ; Luciobarbus callensis, poisson plutôt benthique, passe le plus clair de son temps à fouiller le substrat du sol en quête de nourriture, et en broutant parfois les algues poussant sur les rochers.
Luciobarbus callensis se nourrit principalement de larves d’insectes, d'algues et quelques débris végétaux pour les individus les plus petits. Par contre, les adultes peuvent en plus consommer des crustacés. Il s’agit donc d’un régime alimentaire essentiellement omnivore et phyto-macro-benthophage.
La saison de reproduction de cette espèce s’étend entre la fin de mois de mars et le début de mois d'août. Les œufs sont pondus par milliers sur le substrat de cailloux et sur les végétaux.

## Répartition et habitat

### Habitat
Ce poisson est fréquent dans les cours d'eau permanents ou même temporaires, où il se réfugie, lors de assèchements estivaux, dans les quelques trous ou points d'eau restants. Luciobarbus callensis préfère notamment les rivières à fonds caillouteux, aux eaux courantes bien oxygénées, mais tolère aussi la vie dans les cours d'eau à fonds vaseux, plus profonds et dont les eaux sont chargés de taux très élevé d'alluvions, ce qui peut provoquer d'importantes mortalités au moment des grandes crues (mort de poissons par asphyxie par concentrations de matériaux charriés atteignant 100 g/L)[réf. nécessaire].
Ce poisson s'est bien adapté à la vie dans les retenues de barrages et dans les lacs collinaires, où il a connu une grande prolifération vue la disponibilité d'eau tout au long de l'année et une abondance de la nourriture.
Luciobarbus callensis se rencontre parfois en eau saumâtre, supportant des concentrations salines de 14 g/L[réf. nécessaire]. C'est le cas du lac d'Ichkeul en hiver, où l'on rapporte de nombreuses captures de cette espèce dans les madragues et les filets maillants des pêcheurs locaux.

### Répartition géographique
Luciobarbus callensis est un poisson d'eau douce des eaux continentales du Maroc, de l'Algérie et de la Tunisie. Il est plutôt abondant dans l'oued El-Kebir dans l'Est de l'Algérie, en amont de l'oued Medjerda et ses affluents (oued Tessa, oued Mellegue, oued Siliana…) et dans de nombreux oueds du Nord-Ouest tunisien. Cette espèce est moins abondante dans le centre du pays, où les cours d'eau sont plutôt secs durant les trois quarts de l'année…
Concernant les populations des retenues artificielles, on peut distinguer une prolifération de cette espèce dans certaines (barrage de Bir Mcherga)[réf. nécessaire], alors que dans d'autres, leur nombre est en plutôt en diminution (barrage de Sidi Salem)[réf. nécessaire]. Ceci est probablement dû aux rapports trophiques existant au sein de ces deux écosystèmes, où Luciobarbus callensis est tantôt en sommet de la pyramide trophique (Bir Mcherga), tantôt considéré comme un poisson fourrage (prédateurs introduits : Sandre, Silure…) (barrage de Sidi Salem). Ce poisson demeure toutefois commun dans son aire de répartition.

## Luciobarbus callensiset l'Homme

### Menaces
Bien que cette espèce soit placée, dans la liste rouge de l'UICN, dans la catégorie « préoccupation mineure », elle est menacée par diverses activités humaines, notamment la pollution de l'eau des oueds par les eaux usées, ce qui peut causer de nombreuses mortalités chez l'espèce, par exemple dans l'oued Seybousse, Annaba, Algérie)[réf. nécessaire].

### Utilisations et intérêts
S'agissant d'un poisson d'eau douce à la chair peu ferme, pleine d'arêtes et sans saveur, ce poisson n'a qu'un faible intérêt commercial. Consommé frit, par exemple chez les populations des régions internes du nord de la Tunisie, son prix n'excède pas les 2 DT/kg[réf. nécessaire] (équivalent à 1 €/kg).
Certains paysans s'en servent en l’élevant dans les puits et les réservoirs d'eaux aquatiques afin de lutter contre la prolifération des algues et des invertébrés aquatiques dans ces eaux[réf. nécessaire]. Les jeunes et les enfants en pêchent souvent au coup en se servant d'une canne en roseau, de chair d'escargot accrochée à un hameçon et d'un flotteur en liège.

## Étymologie
Son épithète spécifique, composée de call[e] et du suffixe latin -ensis, « qui vit dans, qui habite », lui a été donnée en référence au lieu de sa découverte, un lac proche de la ville d'El Kala (anciennement nommée La Calle) en Algérie.